# Cyperus dilatatus
Cyperus dilatatus är en halvgräsart som beskrevs av Heinrich Christian Friedrich Schumacher. Cyperus dilatatus ingår i släktet papyrusar, och familjen halvgräs. Inga underarter finns listade i Catalogue of Life.